# UWG Landkreis Mühldorf a. Inn
Die Unabhängige Wählergemeinschaft (UWG) Landkreis Mühldorf a. Inn ist eine Wählergemeinschaft im Landkreis Mühldorf am Inn in Oberbayern.

## Kommunalwahlen 2014
Bei den Kommunalwahlen in Bayern 2014 erzielte die Wählergemeinschaft 16,8 % der gewichteten Stimmen und konnte dadurch mit zehn Kreisräten in den Mühldorfer Kreistag einziehen.

## Kreistagsfraktion
Zur Fraktion der Wählergemeinschaft im Mühldorfer Kreistag gehören (Stand Mai 2016) die folgenden Kreisräte:
- Erwin Baumgartner
- Michael Hell
- Peter Hobmaier
- Peter Huber, Fraktionsvorsitzender
- Ulli Maier
- Robert Pötzsch
- Markus Saller
- Alois Salzeder
- Andreas Seifinger
- Katrin Trautmannsberger